# Victor Ciocâltea
Victor Ciocâltea est un joueur d'échecs roumain né le 16 janvier 1932 à Bucarest et mort le 10 septembre 1983 à Manresa en Espagne. Huit fois champion de Roumanie entre 1952 et 1979, il a représenté la Roumanie lors de onze olympiades de 1956 à 1982 et obtenu le titre de grand maître international en 1978.

## Palmarès
Victor Ciocâltea a remporté le championnat de Roumanie en 1952, 1959, 1961, 1969, 1970, 1971, 1975 et 1979, ainsi que les tournois suivants :
- Sofia 1962 (ex æquo avec Nikola Padevsky) ;
- Reggio Emilia en 1966-1967 et 1968-1969 (ex æquo avec Mista, Radulov et Paoli) ;
- Tunis 1972-1973 (ex æquo avec Belkadi et Parma) ;
- le tournoi d'échecs de Dortmund en 1974 (ex æquo avec Szabo) ;
- Satu Mare (Roumanie) 1975 (tournoi national) et 1979 (tournoi international) ;
- Bucarest 1975 (devant Knaak et Loutikov) ;
- Călimănești (open) 1979 (devant Suba).

En 1953, Victor Ciocâltea marqua la moitié des points lors du super-tournoi de Bucarest remporté par Tolouch devant Petrossian, Smyslov, Boleslavski, Spasky, Szabo et Barcza. En 1956, il finit troisième, devant Pachman, Uhlmann et Padevsky, du tournoi international de Dresde remporté par Averbakh et Kholmov. Il obtint le titre de maître international en 1957.
Lors de l'olympiade d'échecs de 1962, il jouait au premier échiquier et battit Bobby Fischer. En 1966, il finit deuxième du tournoi international de Zinnowitz remporté par Vladimir Antochine. En 1978, il termina deuxième du tournoi de Bucarest, avec 10 points sur 15, devant Wolfgang Uhlmann (tournoi remporté par Lev Alburt), puis deuxième ex æquo l'année suivante (1979), tournoi remporté par Taïmanov.